# گالیولینکا
گالیولینکا (به لاتین: Galiullinka) یک منطقهٔ مسکونی در روسیه است که در باشقیرستان واقع شده‌است.